# Cheiranthera filifolia
Cheiranthera filifolia är en tvåhjärtbladig växtart som beskrevs av Porphir Kiril Nicolai Stepanowitsch Turczaninow. Cheiranthera filifolia ingår i släktet Cheiranthera och familjen Pittosporaceae. Utöver nominatformen finns också underarten C. f. brevifolia.